# أندري راد
أندري راد (بالأوكرانية: Радь Андрій Володимирович)‏ هو لاعب كرة قدم أوكراني في مركز حراسة المرمى، ولد في 16 مارس 1988 في لفيف في أوكرانيا. لعب مع FC Lviv ‏.

## وصلات خارجية
- أندري راد على موقع اتحاد أوكرانيا (الإنجليزية)
- أندري راد على موقع قاعدة بيانات كرة القدم.إي يو (الإنجليزية)
- أندري راد على موقع Soccerway.com (الإنجليزية)